# Suzuki Katana

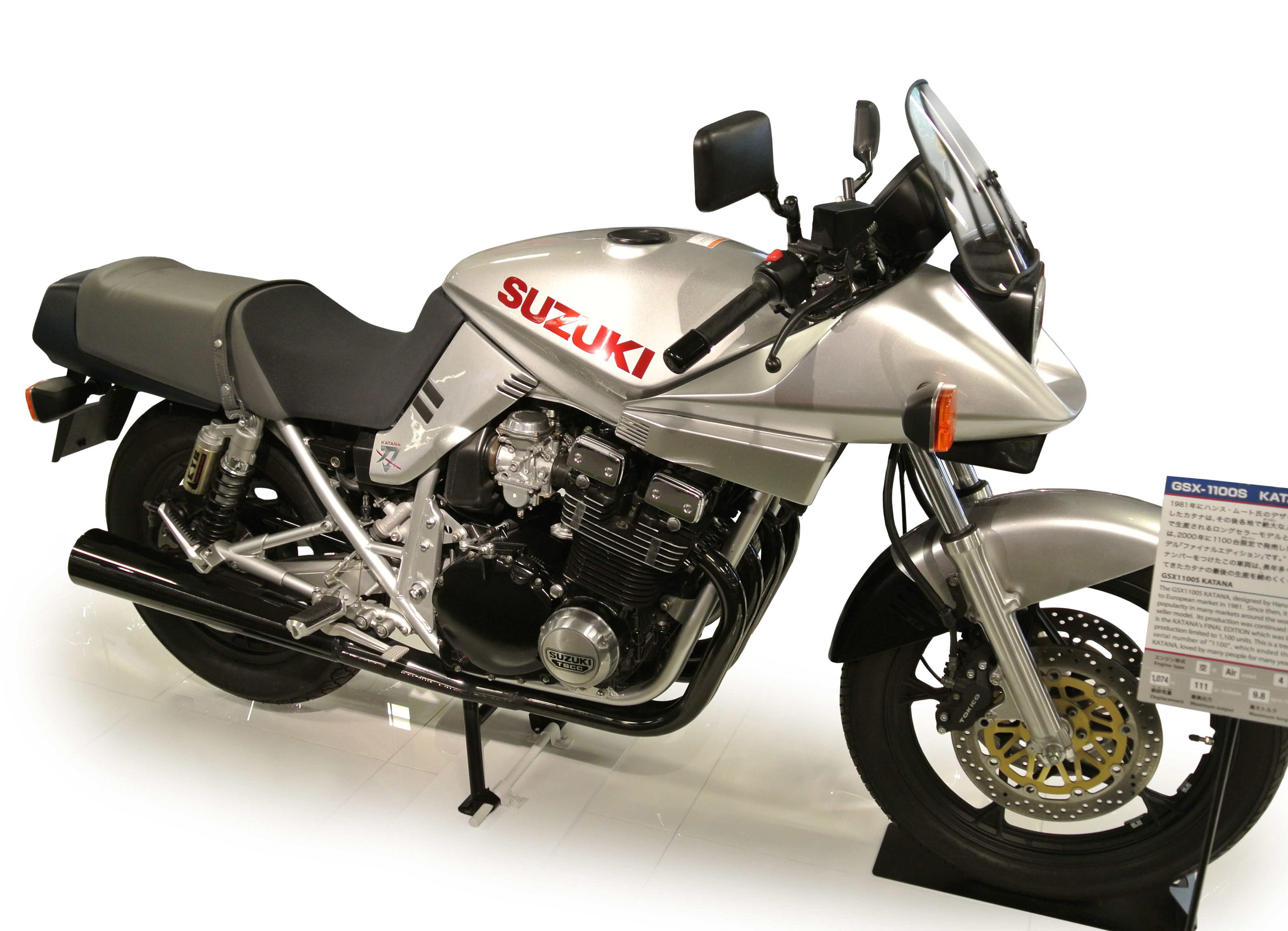
Suzuki Katana 1100 von 1981

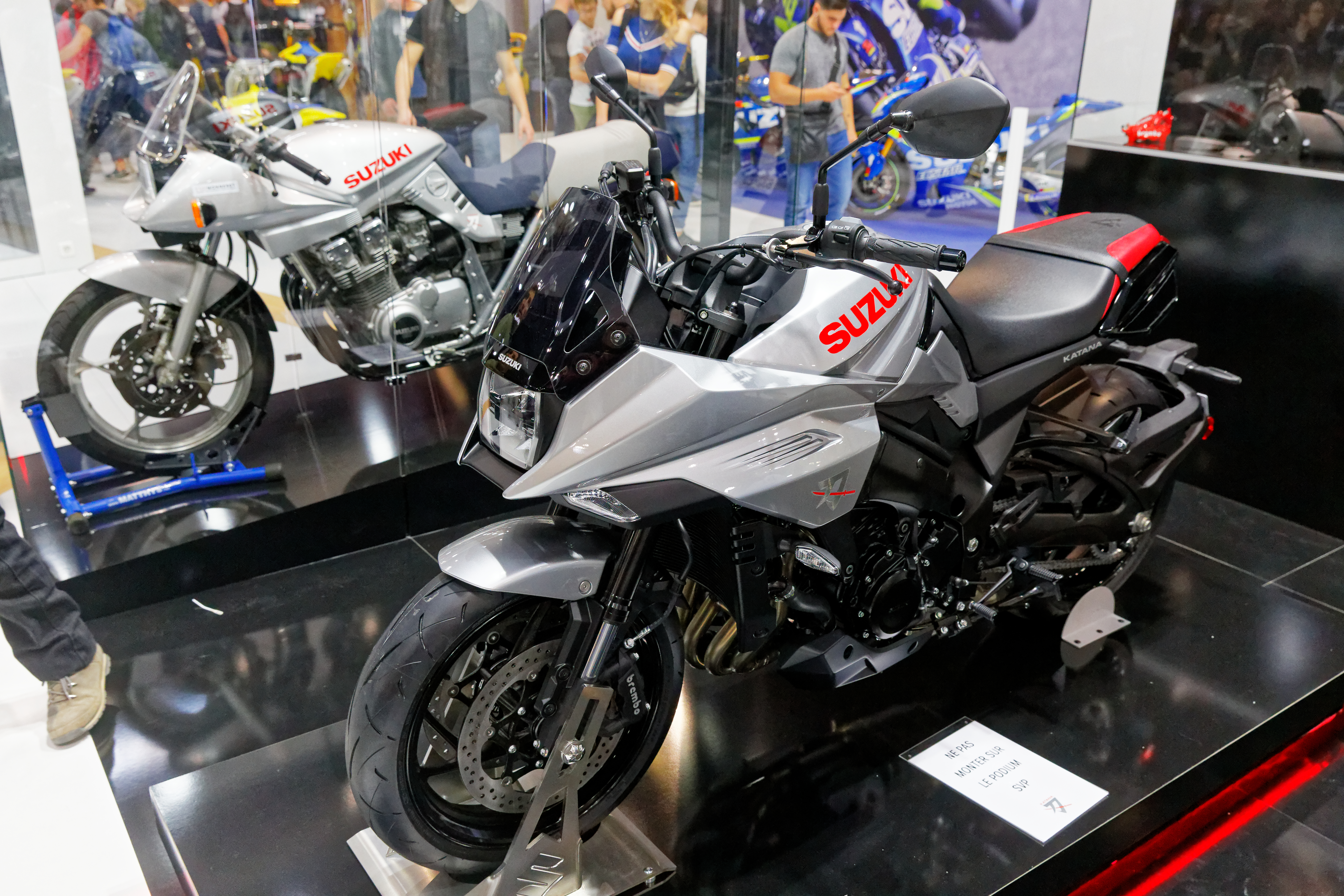
2018er Modell der Suzuki Katana, präsentiert auf „Mondial de l'Automobile de Paris“ (im Hintergrund die Urversion)

Katana ist eine nach dem japanischen Langschwert benannte Serie von Motorrädern und Motorrollern des japanischen Fahrzeugherstellers Suzuki. Die ersten Modelle wurden 1981 auf Basis der GSX-Motoren-Serie vorgestellt.

## Motorrad
Die erste Suzuki Katana wurde 1981 vorgestellt und fiel durch ihre Formgestaltung auf, die vom deutschen Team Target-Design stammte und seinerzeit spektakulär war. Hinter diesem Team stand Hans Muth, der ehemalige Chef-Designer von BMW zusammen mit Jan Fellstrom und Hans-Georg Kasten.

### Design
Das Design durchlief mehrere Variationen, wobei die ED1- und ED2-Versionen („ED“ steht für „European Design“) 1980 der Öffentlichkeit vorgestellt wurden. Die von Target entworfenen Maschinen wurden bis 1985 produziert, als alle ursprünglichen Katanas-Modelle aus dem Sortiment genommen wurden.  „Katana-artiges Design“ tauchte aber weiterhin für einige Jahre an vielen hausintern entwickelten Suzuki-Maschinen auf.
Design Philosophie: „Muth charakterisierte die Suzuki Katana durch ihre dramatische ‚Flyline‘, die fünf Schlüsselkomponenten zu einer stilistischen und aerodynamischen Einheit verschmolz: Scheinwerfer, Kraftstofftank, Sitz sowie vordere und hintere Schutzbleche. Im Mittelpunkt der einzigartigen Formgebung der Katana steht der V-förmige Tank, der sich zum Fahrer hin verjüngt und zur Vorderseite des Motorrads auseinanderläuft. Muth’s Design war in Silber gehalten – wie das Schwert. Ursprünglich hatte es keine Windschutzscheibe – das war eine von Suzukis Anforderungen. Auf der Seitenabdeckung fügte Muth das japanische Zeichen für das Katana-Schwert (刀 ) hinzu, das mit einem roten Bild desselben Schwerts überlappt war: ‚Das Schwert dient zunächst als Waffe, aber ein Katana hat in Japan auch eine mythologische Bedeutung‘, sagte Muth, als er Osamu Suzuki (Suzuki-Vorstandsvorsitzender) das Design erstmals präsentierte. ‚Wenn Sie es nicht richtig behandeln, kann seine Schärfe tödlich sein. Das gleiche gilt für ein Motorrad‘.“
zitiert nach (Quelle):
Die spitze rahmenfeste Halbverkleidung scheint mit dem Tank verschmolzen, der seinerseits nach hinten spitz zuläuft. Statt einer üblichen Frontscheibe gibt es nur einen kleinen Windschild. Die Seitendeckel liegen steil vor der Sitzbank. Die Sitzplätze der GSX 1100 S sind in unterschiedlichen Farben mit Wildlederimitat bezogen. Die Sitzbank läuft ohne den üblichen Bürzel aus, eine gestreckte und schlanke Linienführung, die den Motor betont. Speziell der Übergang vom Tank zum Fahrersitz weckte Assoziationen zu der Motorradmarke Neander („man sitzt nicht AUF dem Motorrad, man sitzt IN dem Motorrad“).
Eine Besonderheit späterer Versionen in Übersee sind Klappscheinwerfer.

### Technik
Die Technik entsprach weitgehend den bereits bekannten Vierventil-Modellen mit 1100 und 750 cm³ Hubraum. In Deutschland leistete der 1100er-Motor 101 PS und beschleunigte das Fahrzeug in 3,6 Sekunden von 0 auf 100 km/h. Außerhalb Deutschlands leistete der Motor durch andere Nockenwellen 117 PS.
Bald folgten kleinere Modelle mit 650 und 550 cm³ Hubraum. Ohne Verkleidung und mit Kardanantrieb (GS 650 G) waren sie weniger sportlich ausgerichtet und auch zurückhaltender gestaltet. Danach folgten Katana-Modelle mit 250 cm³ und 400 cm³, Ersteres exportierte Suzuki aber nicht nach Europa; es war allenfalls als Grauimport erhältlich. Außerhalb Deutschlands wurden später auch andere Modelle, z. B. eine GSX 600 F, mit dem Beinamen Katana angeboten.

### Weitere Entwicklung
Die konventionelle Technik, gepaart mit dem futuristischen Design, brachte Suzuki Deutschland nicht die erwünschten Verkaufszahlen, so dass bereits 1985 ein Nachfolgemodell präsentiert wurde.
Im Jahr 2000 wurden 200 Katana 1100 als „Final Edition“ herausgebracht. Diese Kleinserie hatte u. a. eine hydraulisch betätigte Kupplung.
Ende 2018 stellte Suzuki eine neue Version der Katana auf Basis der GSX-S 1000 vor, die ab 2019 ausgeliefert wurde. Dieses Modell wird allerdings nicht mehr als Superbike, sondern als Sporttourer beworben.

### Motorsport
Im Motorradrennsport führte die Katana eher ein „Schattendasein“. Es wurden aber mindestens zwei Modellvarianten produziert, um hier Präsenz zu zeigen. Angeboten wurden die Katana-Modelle GSX 1000 SZ und GSX 1100 SXZ.
Der 1100er-GSX-Motor war aber wegen seiner sehr guten Tuning-Möglichkeiten vor allem im Drag Racing (hauptsächlich in den Klassen Super Street Bike und Competition Bike) bis in die 2000er Jahre sehr beliebt. Mit Rüstsätzen konnte der Hubraum auf bis zu 1500 cm³ gesteigert werden. Eine zusätzliche Lachgas-Einspritzung, oder der Einsatz von Turboladern ermöglichte beträchtliche Leistungsoptimierung. Die minimalistische Frontverkleidung wurde aber als eher hinderlich empfunden, so dass nur relativ wenige der „Katana-Radikalumbauten“ erfolgreich waren.
Im Rundstrecken-Bereich treten „modifizierte“ Katanas gegenwärtig nur bei Nostalgia-Rennen an.

## Motorroller
Der Suzuki Katana (Suzuki Katana AY50) ist ein seit 1997 von Suzuki produzierter 50-cm³-Motorroller mit Luft- oder Wasserkühlung. Er wurde nach dem Samurai-Schwert Katana beziehungsweise nach dem in den frühen 1980ern produzierten Motorrad gleichen Namens benannt.

### Modellgeschichte
Der Katana-Roller wird seit 1997 hergestellt, wahlweise mit luft- oder wassergekühltem Vergasermotor. 2001 wurde er einem Facelift unterzogen. 2005 bekam er einen Einspritzmotor, der aus dem Aprilia SR 50 bekannt ist. Dieser Motor hat einen Wasserkühler und verbraucht ca. 2 l auf 100 km.
Neben den regulären Lackierungen bot Suzuki für den Katana-Roller während seiner Modellgeschichte Sonderlackierungen, z. B. (Kenny Roberts?), WR, Telefonica und Alstare an.

## Galerie (Modelle)
Eine Auswahl von Modellen, die unter der Serienbezeichnung „Katana“ produziert wurden.

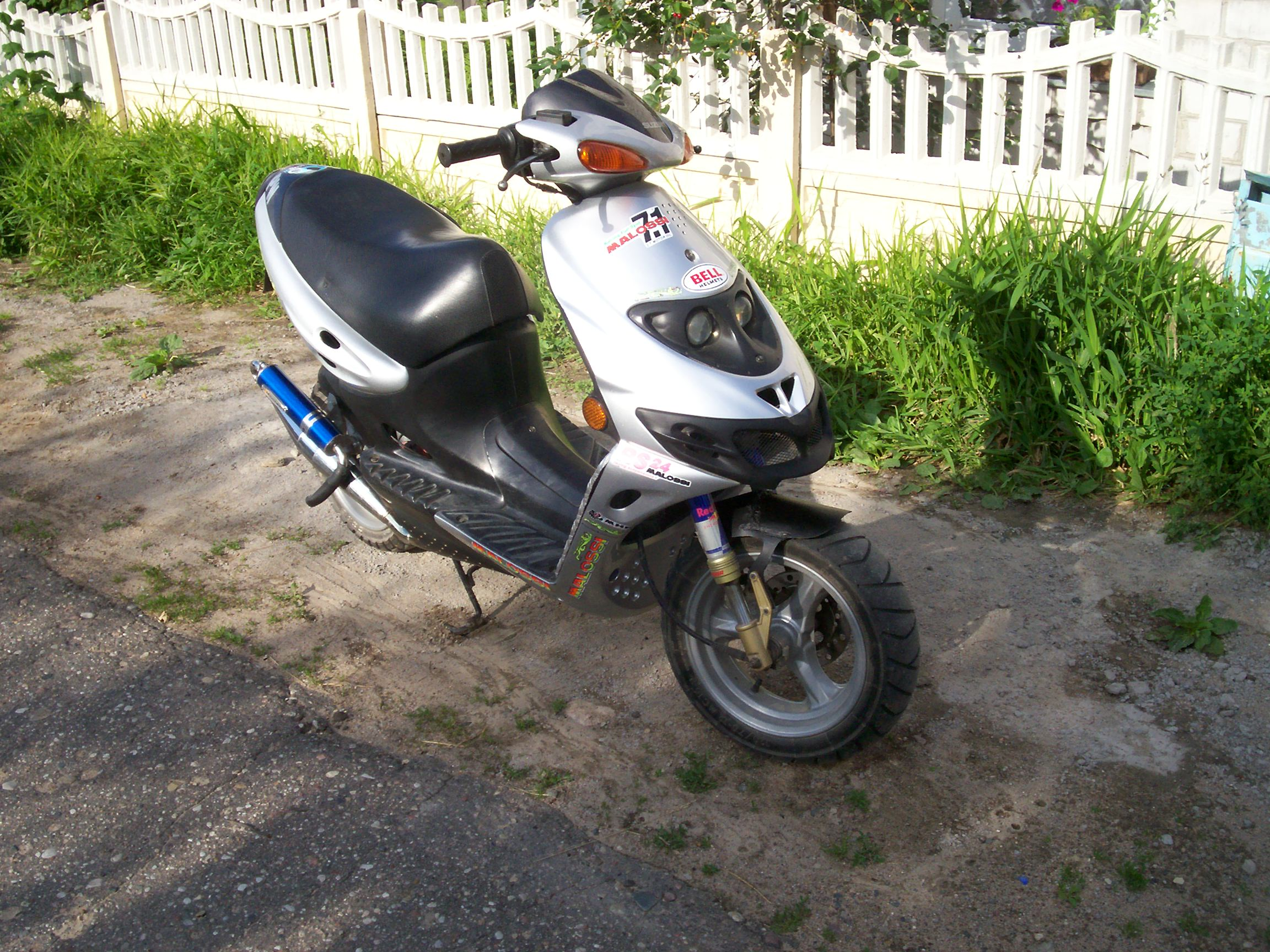
Der Motorroller Suzuki Katana AY 50
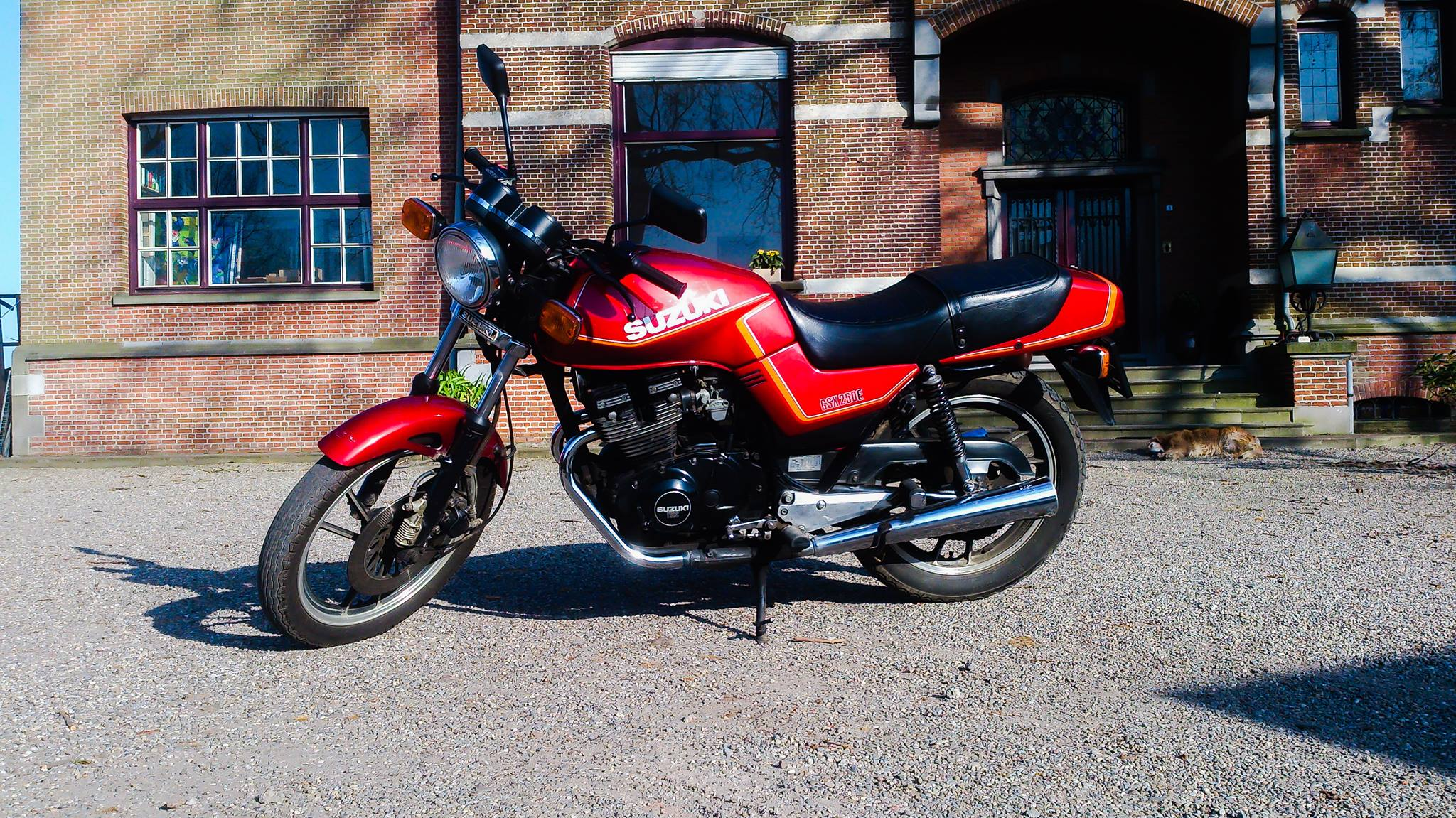
Suzuki GSX 250 E (nicht auf dem europäischen Markt)
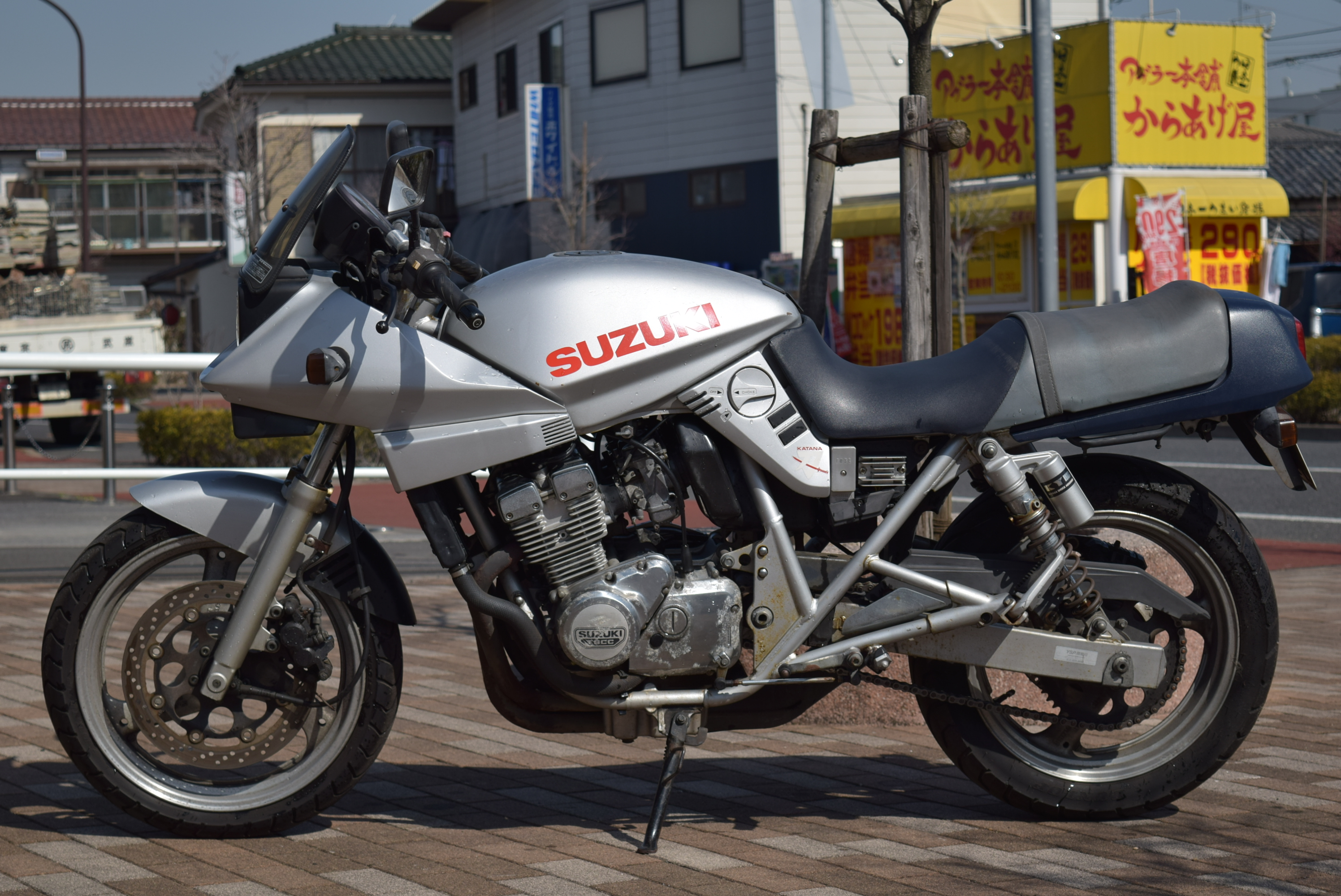
GSX 250 SS Katana (nicht auf dem europäischen Markt)
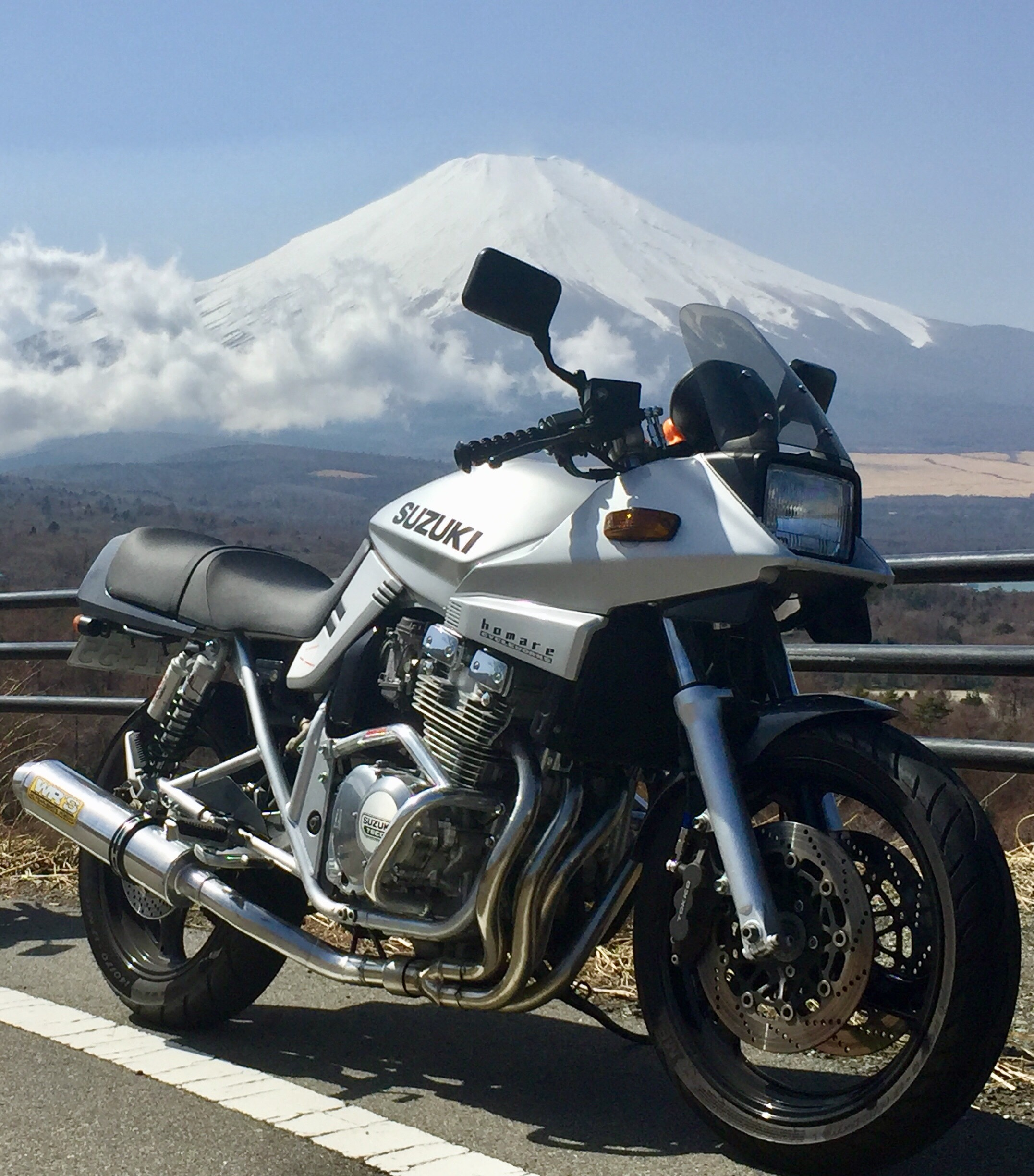
GSX 400 S Katana
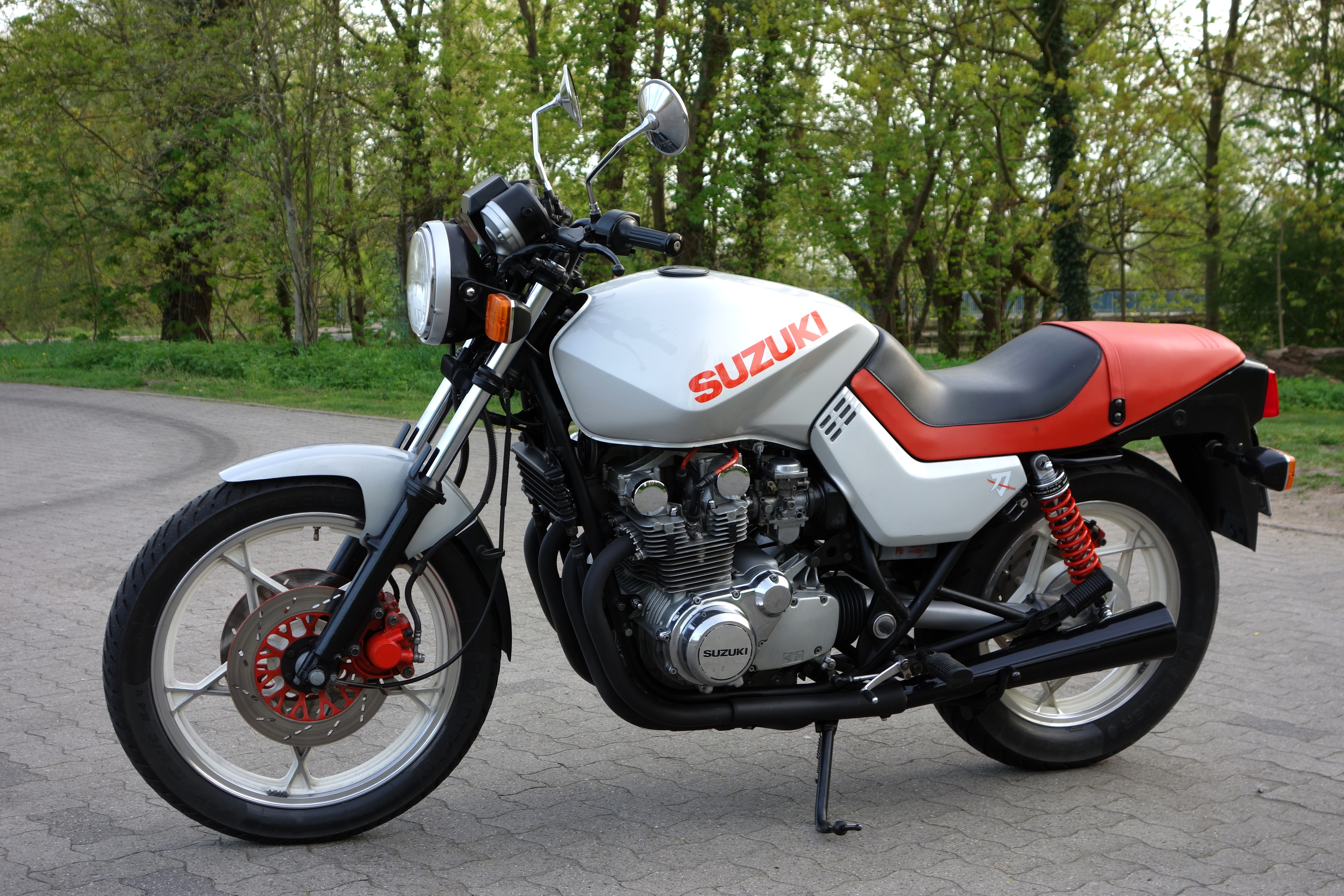
Die GS 650 G Katana (mit Kardanantrieb) dieses Modell hatte keine Verkleidung und war von Haus aus weniger „aggressiv“ in der Formgebung
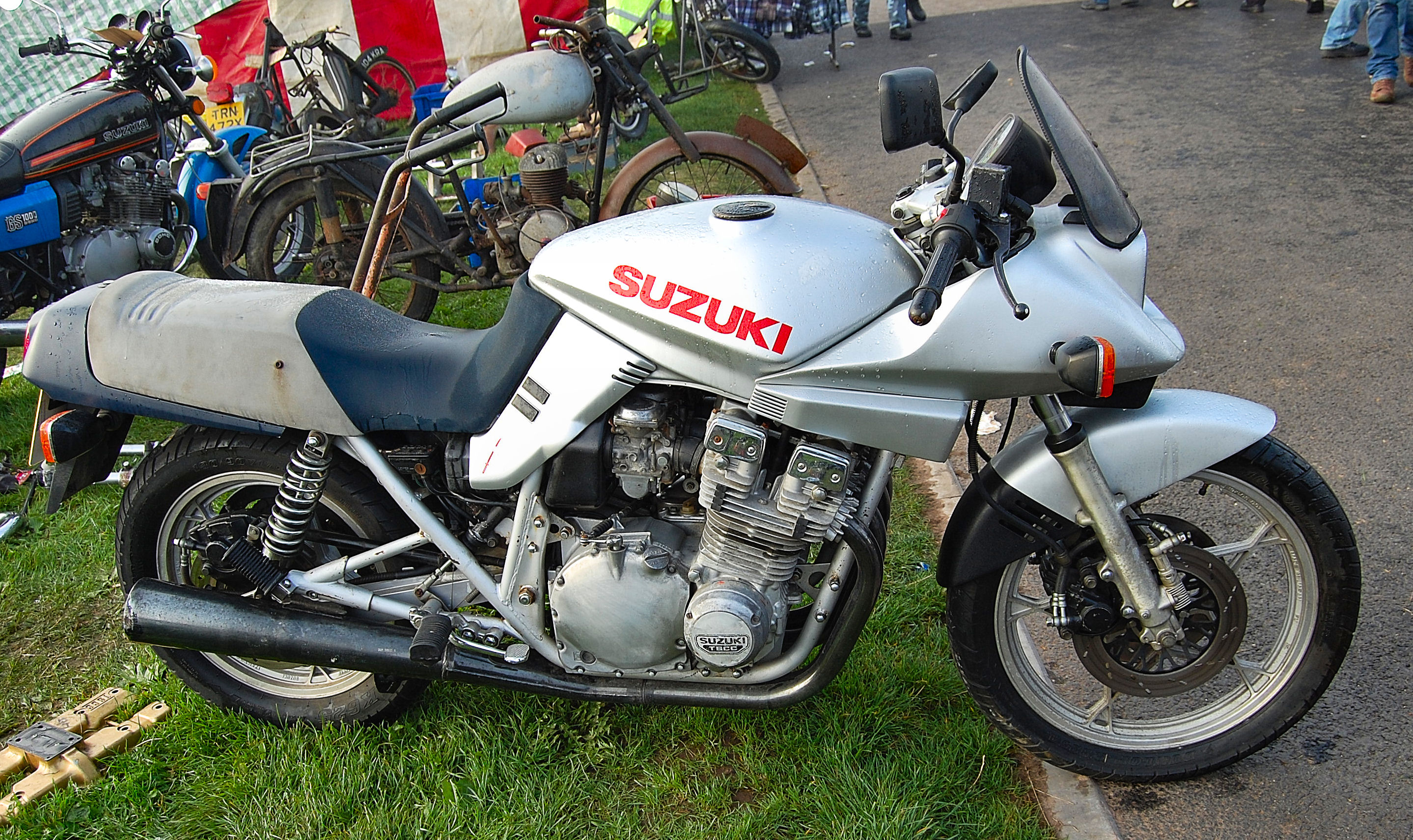
Die 750er, wie sie in Europa ausgeliefert wurde …
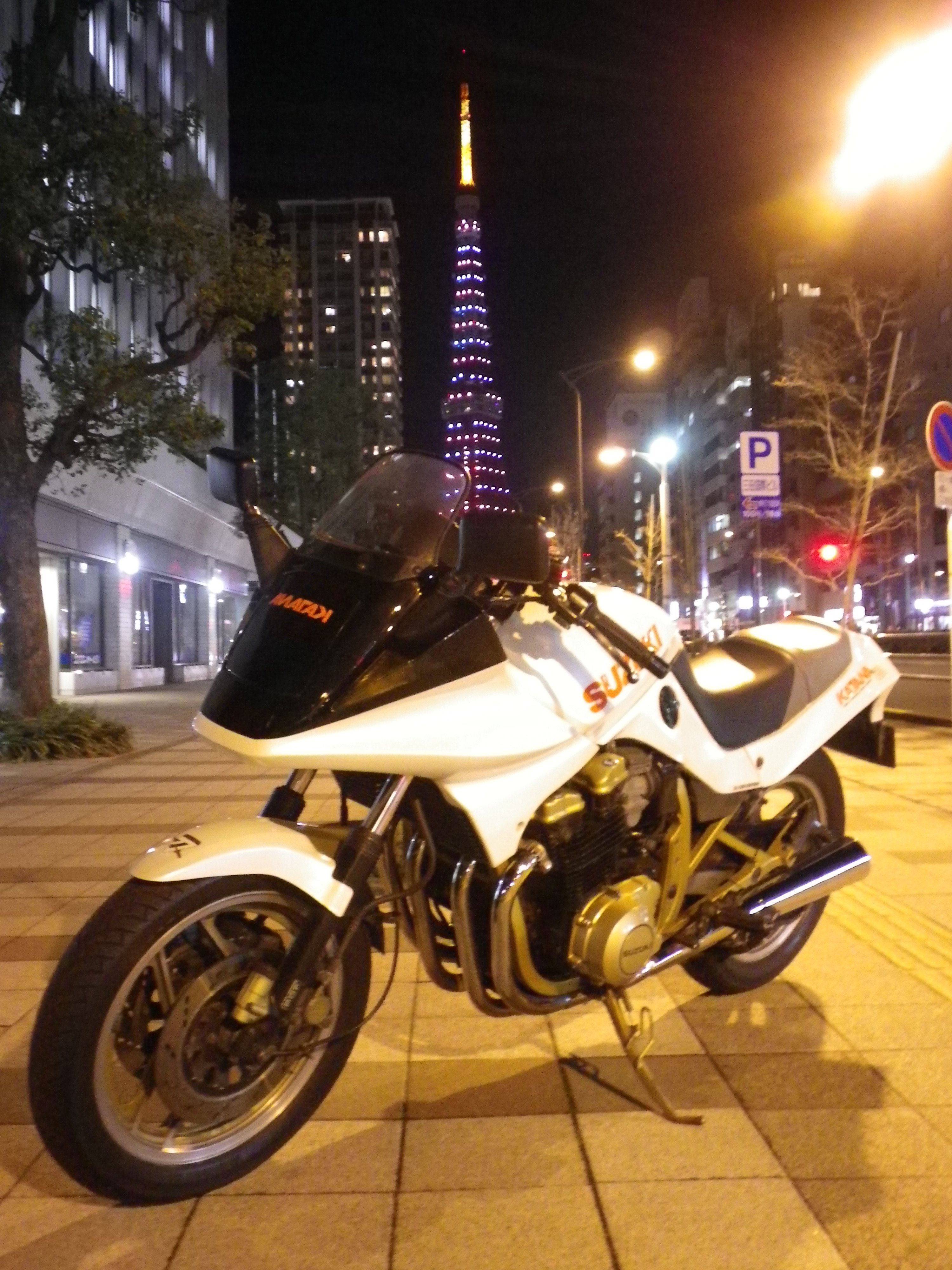
… und die Variante GSX 750 S3 カタナ mit dem Klappscheinwerfer
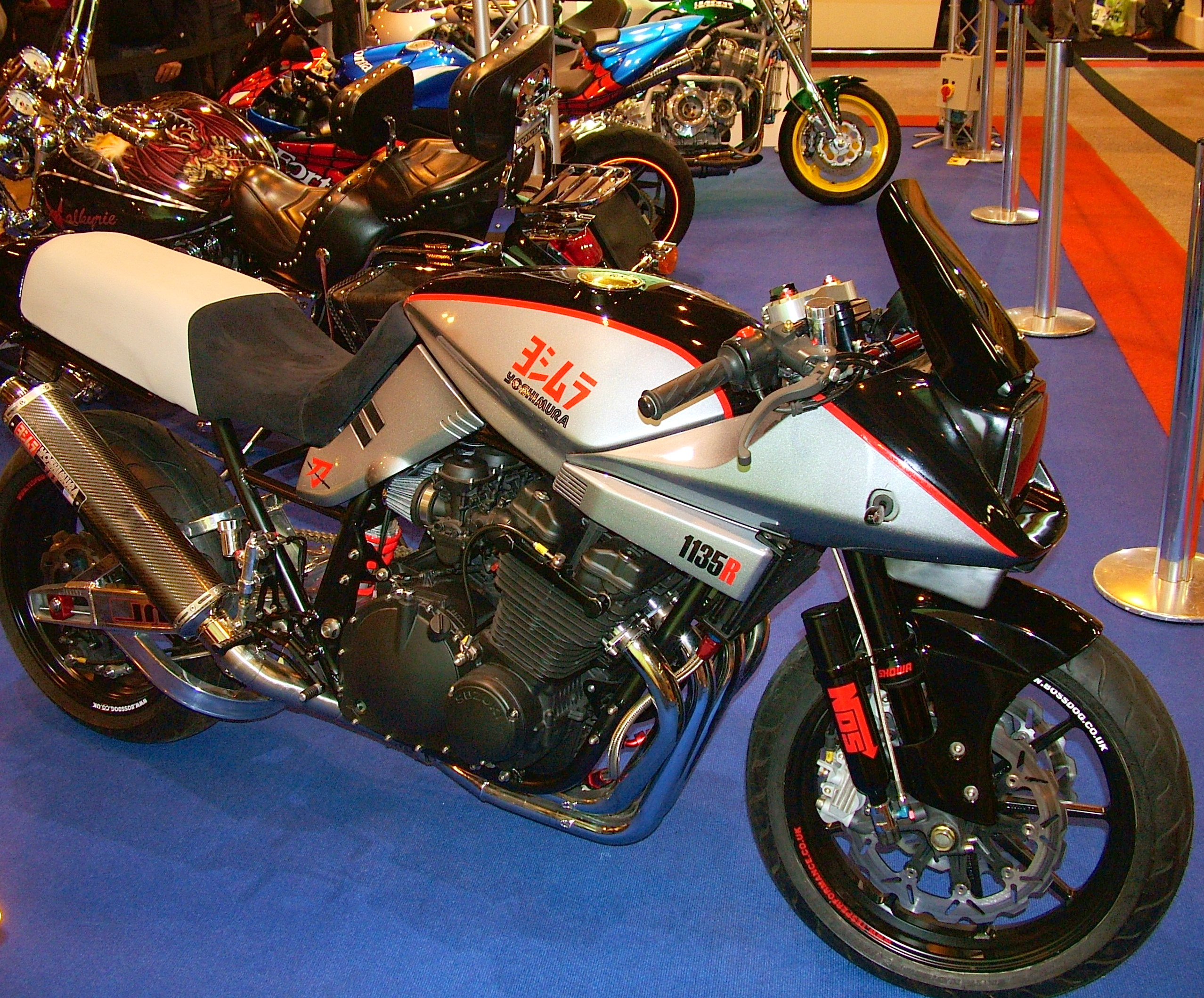
Eine von der Firma Yoshimura überarbeitete GSX 1135 R Katana: Hubraumerweiterung, geänderte Auspuffanlage und Hinterradschwinge, zusätzlicher Ölkühler und Lachgaseinspritzung